# Aristide Bancé
Aristide Bancé   (Abidjan, 19 de setembre de 1984) és un exfutbolista de Burkina Faso de la dècada de 2000.
Fou internacional amb la selecció de futbol de Burkina Faso.
Pel que fa a clubs, destacà a Lokeren i Mainz 05.